# Енручей
Енручей — ручей в России, протекает по территории Пайского сельского поселения Прионежского района Республики Карелии. Длина ручья — 9 км.
Ручей берёт начало из Лебяжьего озера на высоте 138 м над уровнем моря и далее течёт преимущественно в северо-восточном направлении.
Ручей имеет один малый приток длиной 2,0 км.
Сливаясь с Погмаручьём на высоте 89 м над уровнем моря, образует исток реки Пай. Пай впадает в реку Ивенку (ниже — Ивину), впадающую в Верхнесвирское водохранилище, через которое протекает река Свирь.
Ближе к нижнему течению Енручей пересекает дорогу местного значения 86К-218 («Ладва — Ревсельга — граница Ленинградской области»), а также линию железной дороги Санкт-Петербург — Мурманск на территории посёлка Пай.
Код объекта в государственном водном реестре — 01040100712202000012223.